# Comté de Harlan (Nebraska)
Pour les articles homonymes, voir Harlan.
Le comté de Harlan est un comté de l'État du Nebraska, aux États-Unis. Son siège est la ville d'Alma.